# Ulster Volunteers
La Ulster Volunteers («Voluntarios del Ulster») fue una milicia unionista fundada en 1912 para bloquear el autogobierno nacional (o Home Rule) para Irlanda, que entonces era parte del Reino Unido. Los Voluntarios del Úlster tenían su base en la provincia norteña del Úlster. Muchos protestantes del Úlster temían ser gobernados por un parlamento de mayoría católica en Dublín y perder su supremacía local y sus fuertes vínculos con Gran Bretaña. En 1913, las milicias se organizaron en la Fuerza de Voluntarios del Ulster (UVF) y se comprometieron a resistir cualquier intento del Gobierno británico de "imponer" la autonomía en el Úlster. Más tarde ese año, los nacionalistas irlandeses formaron una milicia rival, los Voluntarios Irlandeses, para salvaguardar el Gobierno Autónomo. En abril de 1914, el UVF hizo llegar al Úlster, mediante contrabando, 25.000 fusiles. La Crisis de la Autonomía se detuvo con el estallido de la Primera Guerra Mundial en agosto de 1914. Muchos miembros de la UVF se alistaron con la 36.ª División del Ejército Británico (Úlster) y fueron a luchar en el Frente occidental.
Después de la Primera Guerra Mundial, el gobierno británico decidió establecer dos regiones autónomas en Irlanda: Irlanda del Norte (compuesta por seis condados de Úlster que en su conjunto tenían una mayoría protestante/unionista) e Irlanda del Sur. Sin embargo, en 1919 la Guerra de Independencia de Irlanda estaba en pleno apogeo y el Ejército Republicano Irlandés (IRA), el ejército de la autoproclamada República de Irlanda, estaba lanzando ataques contra las fuerzas británicas en Irlanda. Como respuesta a estos ataques, el UVF fue revivido. Sin embargo, este avivamiento no tuvo éxito y el UVF fue absorbido por la Ulster Special Constabulary o Policía Especial del Úlster (USC), la fuerza de policía de reserva del Gobierno de Irlanda del Norte.
Un grupo paramilitar unionista autodenominado Fuerza Voluntaria del Úlster se formó en 1966. Afirma ser un descendiente directo de la organización anterior y utiliza el mismo logotipo, pero no hay vínculos organizativos entre los dos.

## Historia

### Antes de la Primera Guerra Mundial
En 1912, el Partido Parlamentario Irlandés (IPP), un partido nacionalista irlandés que buscaba la devolución (Home Rule) para Irlanda, mantuvo el equilibrio de poder en el Parlamento del Reino Unido. En abril de 1912, el primer ministro H. H. Asquith presentó el tercer proyecto de ley de autonomía. Los proyectos anteriores de Home Rule habían caído, el primero rechazado por la Cámara de los Comunes, el segundo por el poder de veto de la Cámara de los Lores dominada por los Tory, sin embargo, desde la crisis provocada por el rechazo de los Lores al "Presupuesto Popular" de 1909 y la aprobación posterior de la Ley del Parlamento, la Cámara de los Lores había visto disminuir sus poderes para bloquear la legislación, por lo que se podía esperar que este proyecto de ley se convirtiera (eventualmente) en ley. La Home Rule era popular en toda Irlanda, aparte del noreste del Úlster. Mientras que los católicos eran la mayoría en la mayor parte de Irlanda, los protestantes eran la mayoría en el Úlster y en Gran Bretaña. Muchos protestantes del Úlster temían ser gobernados por un parlamento dominado por católicos en Dublín y perder su supremacía local y sus fuertes vínculos con Gran Bretaña.

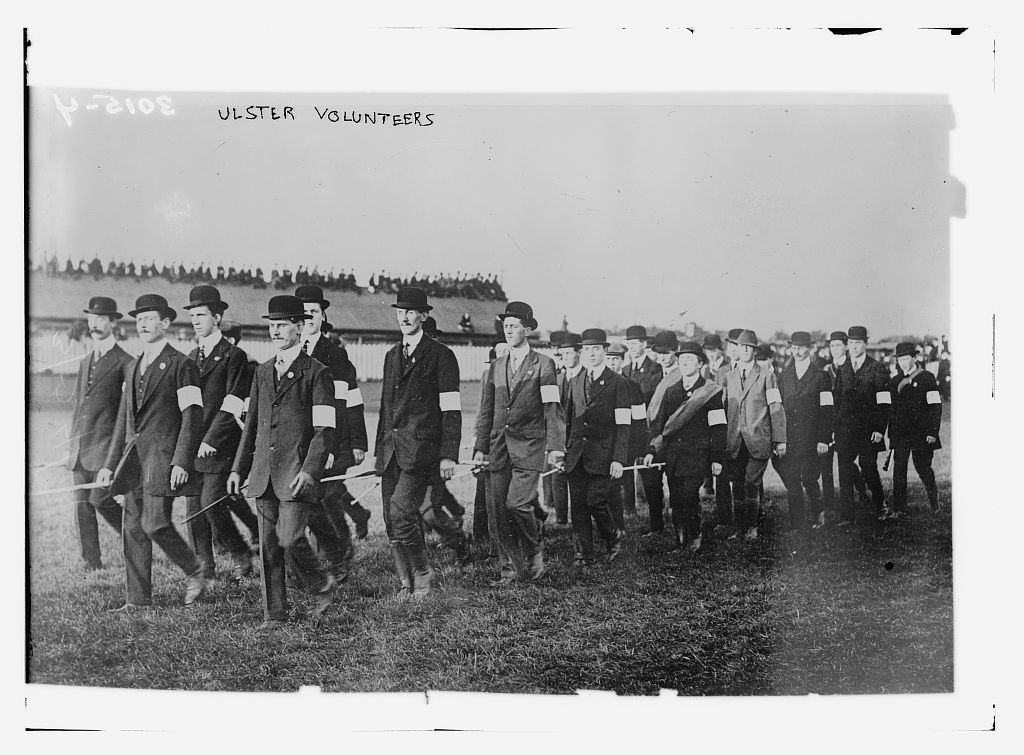
Fuerzas Voluntarias del Úlster en 1914.

Las dos figuras clave en la creación de los Voluntarios del Úlster fueron Edward Carson (líder de la Alianza Irlandesa Sindicalista) y James Craig, apoyado sub rosa por figuras como Henry Wilson, Director de Operaciones Militares en la Oficina de Guerra Británica. A comienzos de 1912, destacados sindicalistas y miembros de la Orden de Orange (una fraternidad protestante) comenzaron a formar pequeñas milicias locales y a desfilar. El 9 de abril, Carson y Bonar Law, líder del Partido Conservador y Unionista, revisaron 100 000 columnas de Voluntarios del Úlster. El 28 de septiembre, 218 206 hombres firmaron el Pacto del Úlster, y prometieron usar "todos los medios que se consideren necesarios para vencer a la conspiración actual para establecer un Parlamento Autónomo en Irlanda", con el apoyo de 234 046 mujeres.
El 13 de enero de 1913, la Úlster Volunteer Force (UVF) fue establecida formalmente por el Ulster Unionist Council. El reclutamiento debía limitarse a 100 000 hombres de entre 17 y 65 años que habían firmado el Pacto, bajo el mando del Teniente General Sir George Richardson KCB. William Gibson fue el primer comandante del 3.° Regimiento Este de Belfast de los Voluntarios del Úlster.
Los unionistas del Úlster disfrutaron del apoyo incondicional del Partido Conservador británico, incluso cuando amenazaban con una rebelión contra el gobierno británico. El 23 de septiembre de 1913, los 500 delegados del Consejo Unionista del Úlster se reunieron para discutir los aspectos prácticos de la creación de un gobierno provisional para el Úlster, en caso de que se aplicara la Home Rule. El 25 de noviembre de 1913, en parte en respuesta a la formación del UVF, los nacionalistas irlandeses formaron los Voluntarios Irlandeses, una milicia cuyo papel era salvaguardar el Home Rule.
En marzo de 1914, el comandante en jefe del ejército británico en Irlanda recibió la orden de trasladar tropas al Úlster para proteger los depósitos de armas del UVF. Sin embargo, 57 de los 70 oficiales en la sede del Ejército en Irlanda decidieron renunciar en lugar de hacer cumplir la autonomía o asumir el UVF. El mes siguiente, el UVF contrabandeó 20 000 rifles alemanes con tres millones de cartuchos de munición al puerto de Larne. Esto se hizo conocido como «el rodaje de armas de Larne».
Los Voluntarios de Úlster fueron una continuación de lo que se ha descrito como la "tradición de voluntariado protestante en Irlanda", que desde 1666 abarca las diversas milicias protestantes irlandesas fundadas para defender a Irlanda de las amenazas extranjeras. Las referencias a las milicias más prominentes, los Voluntarios irlandeses, se hicieron con frecuencia, y también hubo intentos de vincular las actividades de los dos.

### Primera Guerra Mundial
El tercer proyecto de ley de autonomía finalmente se aprobó a pesar de las objeciones de la Cámara de los Lores, cuyo poder de veto había sido abolido en virtud de la Ley del Parlamento de 1911. Mientras Carson esperaba que se excluyera todo el Úlster, consideró que se podía presentar un buen caso para los seis condados del Úlster con unionistas, o solo leves nacionalistas, que eran mayoría. Sin embargo, en agosto de 1914, la cuestión de la autonomía fue suspendida temporalmente por el estallido de la Primera Guerra Mundial y la participación de Irlanda en ella. Muchos hombres del UVF se alistaron en el ejército británico, principalmente con la 36.ª división (del Úlster) del "Nuevo Ejército". Otros se unieron a los regimientos irlandeses de las divisiones 10.ª y 16.ª (irlandesas) del Reino Unido. En el verano de 1916, solo quedaban las divisiones del Úlster y la 16.ª, pues la 10.ª se fusionó en las dos siguientes derrotas severas en la Batalla de Gallipoli. Ambas divisiones restantes sufrieron duras bajas en julio de 1916 durante la Batalla del Somme y fueron aniquiladas en gran parte en 1918 durante la Ofensiva de Primavera alemana.
Aunque muchos oficiales del UVF se unieron para unirse al ejército británico durante la guerra, los dirigentes unionistas querían preservar el UVF como una fuerza viable, conscientes de que el tema del gobierno autónomo y la partición serían revisados cuando terminara la guerra. También había temores de una incursión naval alemana en el Úlster y gran parte de la UVF fue refundida como una fuerza de defensa local.

La Primera Guerra Mundial terminó en noviembre de 1918. El 1 de mayo de 1919, el UVF fue desmovilizado cuando Richardson se retiró como su Oficial General al mando. En las últimas órdenes de Richardson al UVF, declaró:
Las condiciones existentes requieren la desmovilización de los Voluntarios de Ulster. La fuerza se organizó para proteger los intereses de la Provincia del Ulster, en un momento en que los problemas se veían amenazados. El éxito de la organización habla por sí mismo, como una página de la historia, en los registros del Ulster que nunca se desvanecerá.

### Después de la Primera Guerra Mundial
En las elecciones generales de diciembre de 1918, el Sinn Féin —partido republicano irlandés que buscaba la independencia total para Irlanda— obtuvo una abrumadora mayoría de los escaños en Irlanda. Sus miembros se negaron a tomar sus asientos en el Parlamento británico y en su lugar establecieron su propio parlamento y declararon la independencia de Irlanda. Los Voluntarios Irlandeses se convirtieron en el Ejército Republicano Irlandés (IRA), el ejército de la autoproclamada República de Irlanda. Comenzó la Guerra de la Independencia de Irlanda, librada entre el IRA y las fuerzas del Reino Unido (que incluía al ejército británico y la Royal Irish Constabulary, RIC). La Ley de Gobierno de Irlanda de 1920 preveía dos parlamentos de autonomía: uno para Irlanda del Norte y otro para Irlanda del Sur. El Parlamento de Irlanda del Norte, dominado por los unionistas, optó por seguir siendo parte del Reino Unido.
Como respuesta a los ataques del IRA dentro del Úlster, el Consejo Unionista del Úlster (UUC) revivió oficialmente el UVF el 25 de junio de 1920. Muchos unionistas sintieron que el RIC, siendo mayormente católico, no protegería adecuadamente las áreas unionistas. A principios de julio, el UUC designó al Teniente Coronel Wilfrid Spender como Oficial al mando de la UVF. Al mismo tiempo, se publicaron anuncios en los periódicos unionistas pidiendo a todos los exmiembros del UVF que se presentaran para el servicio. Sin embargo, esta convocatoria tuvo un éxito limitado; por ejemplo, cada batallón de Belfast atrajo a poco más de 100 hombres cada uno y se quedaron en su mayoría desarmados. El resurgimiento del UVF también se encontró con poco respaldo de unionistas en Gran Bretaña.

Durante el conflicto, los leales establecieron pequeños "grupos de vigilancia" independientes en muchas partes del Úlster. La mayoría de estos grupos patrullarían sus áreas e informarían cualquier cosa adversa a la policía (el RIC). Algunos de ellos, sin embargo, estaban armados con rifles del UVF desde 1914. También había una serie de pequeños grupos paramilitares leales, el más notable de los cuales era la Guardia Imperial del Úlster, que puede haber sobrepasado al UVF en términos de membresía. El historiador Peter Hart escribió lo siguiente sobre estos grupos:
También ocasionalmente atacados [por el IRA] fueron los protestantes del Ulster que vieron la campaña de la guerrilla republicana como una invasión de su territorio, donde formaron la mayoría. Los activistas leales respondieron formando grupos de vigilantes, que pronto adquirieron el estatus oficial como parte de la Policía Especial del Ulster. Estos hombres encabezaron la ola de violencia anticatólica que comenzó en julio de 1920 y continuó durante dos años. Esta embestida fue parte de una contrarrevolución unionista del Ulster, cuyos hombres armados operaban casi exclusivamente como limpiadores étnicos y vengadores.
El lento reclutamiento para el UVF y su fracaso en detener las actividades del IRA en el Úlster llevaron a James Craig a pedir la formación de una nueva policía especial. En octubre de 1920, se estableció la Ulster Special Constabulary o Policía Especial del Úlster (USC). Esta fue una fuerza de la policía de reserva armada cuyo papel principal, durante 1920-1922, fue reforzar el RIC y luchar contra el IRA. Spender alentó a los miembros de UVF a unirse a él. Muchos lo hicieron, aunque la USC no absorbió a la mayor parte de los UVF (y otros grupos paramilitares leales) hasta principios de 1922. Craig esperaba "neutralizar" a los paramilitares leales al inscribirlos en la División C de la USC, una medida que fue respaldada por el gobierno británico. El historiador Michael Hopkinson escribió que el USC "ascendió a un UVF aprobado oficialmente". La USC era casi totalmente protestante y los católicos y los nacionalistas irlandeses desconfiaban mucho de ellos. Después de los ataques del IRA, sus miembros a veces llevaron a cabo asesinatos por venganza y represalias contra civiles católicos durante el conflicto.

En su libro Carson's Army: the Ulster Volunteer Force 1910–22, Timothy Bowman dio lo siguiente como su último pensamiento sobre el UVF durante este período:
Es cuestionable la medida en que el UVF realmente se reformó en 1920. Posiblemente el UVF propiamente dicho ascendió a poco más de tres mil hombres en este período y es notable que el UVF nunca tuvo una disolución formal... posiblemente para que no se llamase la atención sobre la medida en que la formación de 1920-22 fue una sombra tan pálida de la de 1913-14.